# Seleção Japonesa de Rugby Sevens Masculino
A Seleção Japonesa de rugby sevens representa o Japão nos torneios de rugby sevens. É uma das seleções mais renomadas da Ásia, seu continente, que compete na Série Mundial de Rugby Sevens, na Copa do Mundo de Rugby Sevens, nos Jogos Olímpicos e nos Jogos Asiáticos.

## Desempenho

### Jogos Olímpicos
| 2016  | Semifinais     | 4   | 6  | 3 | 0 | 3  |
| 2020  | Fase de grupos | 11  | 5  | 1 | 0 | 4  |
| 2024  | Fase de grupos | 12  | 5  | 0 | 0 | 5  |
| Total | 0 títulos      | 0/3 | 16 | 4 | 0 | 13 |

### Copa do Mundo
| 1993  | Rodada final     | 13  | 7  | 4  | 0 | 3  |
| 1997  | Rodada final     | 17  | 7  | 2  | 0 | 5  |
| 2001  | Quartas de final | 13  | 6  | 3  | 0 | 3  |
| 2005  | Quartas de final | 13  | 6  | 3  | 0 | 3  |
| 2009  | Quartas de final | 21  | 4  | 0  | 0 | 4  |
| 2013  | Rodada final     | 18  | 6  | 2  | 1 | 3  |
| 2018  | Quartas de final | 15  | 4  | 2  | 0 | 2  |
| Total | 0 títulos        | 0/6 | 40 | 16 | 1 | 24 |